# Serhiy Ossatchouk
Serhiy Dmytrovych Ossatchouk (en ukrainien : Сергій Дмитрович Осачук) est une personnalité politique ukrainienne.

## Biographie
Serhiy Ossatchouk né à Tchernivtsi.
Depuis 2013, il est consul honoraire d'Autriche à Tchernivtsi.
Nommé gouverneur de l’oblast de Tchernivtsi en novembre 2019 par Volodymyr Zelensky, Serhiy Ossatchouk est démis de ses fonctions le 11 juillet 2022. Il est remplacé à ce poste par  Rouslan Zaparaniouk,.